# Đinh Tiên Phong
Đinh Tiên Phong (sinh năm 1956), người Mường, là một sĩ quan cấp cao trong Quân đội nhân dân Việt Nam, hàm Đại tá, nguyên Chỉ huy trưởng Bộ đội biên phòng tỉnh Thanh Hóa, nguyên là Phó Bí thư Tỉnh ủy tỉnh Thanh Hóa, Trưởng Đoàn đại biểu Quốc hội tỉnh Thanh Hóa và là đại biểu Quốc hội Việt Nam khóa 12 và khóa 13, thuộc đoàn đại biểu Thanh Hoá.

## Thân thế và sự nghiệp
Ông sinh ngày 21 tháng 12 năm 1956, quê tại Xã Cẩm Châu, huyện Cẩm Thủy, Thanh Hoá